# طوفان (فیلم ۱۹۸۷)
«طوفان» (انگلیسی: Storm) یک فیلم درامکانادایی است که در سال ۱۹۸۷ منتشر شد.